# Roland Callebout
Pour les articles homonymes, voir Callebout.
Roland Callebout, né le 3 août 1930 à Nieuwkerke, en Belgique et mort le 6 octobre 1983 à Armentières, en France est un coureur cycliste belge.

## Palmarès
- 1952
  - 3e du Grand Prix du Courrier picard
- 1954
  - Roubaix-Cassel-Roubaix
  - 2e du Grand Prix d'Isbergues
  - 3e du Grand Prix du Brabant wallon
- 1955
  - 1re et 2e étapes des Quatre Jours de Dunkerque
  - 2e des Quatre Jours de Dunkerque
  - 3e de Bruxelles-Couvin
  - 3e du Championnat de Zurich

## Famille
- frères et sœurs
  - Jean Callebout, né le 19 mars 1937  (1937-03-19)
  - Jeannine Callebout, née le 12 septembre 1944 (1944-09-12), habite à 85800 Kasos, Grèce, mariée à Emmanouil Perselis